# Vajont
Vajont es una localidad y comune italiana de la provincia de Pordenone, región de Friuli-Venecia Julia, con 1.741 habitantes.

## Historia
El municipio fue fundado en 1971 en el territorio municipal de Maniago. Fue construido para realojar a las personas evacuadas de Erto e Casso tras el desastre de la presa del Vajont en 1963.

## Evolución demográfica
| Gráfica de evolución demográfica de Vajont entre 1861 y 2001 |
|                                                              |
| Fuente ISTAT - elaboración gráfica de Wikipedia              |